# Fresh FM
Fresh FM – komercyjna holenderska regionalna rozgłośnia radiowa. Obecnie nadaje w następujących regionach: Amsterdam (Holandia Północna), Utrecht (prowincja Utrecht), Haaglanden (Holandia Północna), Rijland (Holandia Południowa), Haarlemmermeer (Holandia Północna) oraz przez Internet.
Na antenie w głównej mierze można usłyszeć muzykę elektroniczną w najrozmaitszych gatunkach. Program Fresh FM jest przede wszystkim adresowany do słuchacza pomiędzy 17 a 49 rokiem życia. Radiostacja jest jedną z najpopularniejszych na obszarze, w którym nadaje. Linerem Fresh FM jest "Feel good!" oraz "It's all about the music".

## DJ-e
- Michel de Hey
- Ferry Corsten
- Mark van Dale
- Chard
- Frank Schildkamp
- Norman
- Peter van Leeuwen
- Gijs Alkemade
- Marcello & Paolo Jay
- Peter Teunisse
- Jurgen Rijkers – DJ Jurgen
- Wytske Kenemans
- Cor de Splinter – *Gizmo – *Darkraver

## Częstotliwości nadawania
- Alkmaar 95,7 MHz
- Alphen a/d Rijn 95,9 MHz
- Amstelveen 95,7 MHz
- Amsterdam 95,7 MHz
- Bilthoven 103,4 MHz
- Bloemendaal 95,9 MHz
- Castricum 95,7 MHz
- Delft 95,6 MHz
- Den Haag 95,6 MHz
- Haarlem 95,9 MHz
- Haarlemmermeer 95,9 MHz
- Hoek van Holland 95,6 MHz
- Hoofddorp 95,7 MHz
- Leiden 95,9 MHz
- Maarssen 103,4 MHz
- Naaldwijk 95,6 MHz
- Nieuwegein 103,4 MHz
- Noordwijk 95,9 MHz
- Purmerend 95,7 MHz
- Rijswijk 95,6 MHz
- Scheveningen 95,6 MHz
- Utrecht 103,4 MHz
- Voorburg 95,6 MHz
- Wassenaar 95,6 MHz
- Woerden 103,4 MHz
- Zaandam 95,7 MHz
- Zaanstad 95,7 MHz
- Zandvoort 95,9 MHz
- Zoetermeer 95,6 MHz